# Лутрија (приповетка)
„Лутрија” (енгл. The Lottery) је приповетка америчке списатељице Ширли Џексон, први пут објављена 26. јуна 1948. у часопису The New Yorker. Прича описује измишљену малу америчку заједницу која поштује годишњу традицију познату као „лутрија”, чија је сврха да обезбеди добру жетву и очисти село од лоших знамења. Лутрија, њена припрема и њено извођење су детаљно описани, иако се до краја не открива шта се заправо дешава са особом одабраном насумичним жребом: изабраног члана заједнице каменују до смрти други мештани.
Џексонова и The New Yorker су били изненађени почетним негативним одговором читалаца; претплате на овај часопис су отказане и много писама негодовања је послато током лета након прве публикације, а Џексонова је добијала најмање 10 писама дневно. Јужноафричка Унија је забранила причу јер су неки делови Африке и даље користили каменовање као вид казне.
Прича је неколико пута адаптирана, у виду радио-драме, филма и графичког романа. Подвргнута је значајној социолошкој и књижевној анализи и описана је као једна од најпознатијих приповедака у историји америчке књижевности.

## Радња
Прича је смештена у малу америчку заједницу и детаљно описује припреме за годишњи обред познат као „лутрија”. У неименованом селу од око 300 становника, мештани су узбуђено, али нервозно расположени 27. јуна. Деца гомилају камење док се одрасли окупљају за свој годишњи догађај, надајући се да ће обезбедити добру жетву; Старац Ворнер цитира стару пословицу „Лутријом почни јуни, а после амбар пуни”. Међутим, нека оближња села су укинула лутрију, а шире се гласине да и друга размишљају да учине исто. Неки у селу одговарају да је лутрија одувек одржавана и да би требало да се наставља сваке године.
Припреме лутрије почињу ноћ раније, а трговац угљем г. Самерс и управник поште г. Грејвс састављају списак свих проширених породица у селу и припремају по један листић по породици. Листићи се пресавијају и стављају у стару умрљану црну дрвену кутију која се чува у сефу у канцеларији господина Самерса до почетка лутрије.
Испрва се врши извлачење да би се одлучило о домаћинству. Долази до олакшања код оних који нису изабрани, а у једном случају је члан породице послат да саопшти свом повређеном оцу да њихова породица није изабрана. Бил Хачинсон извлачи листић, а његова супруга Теси се жали да није имао довољно времена да изабере.
За коначно извлачење, по један листић се ставља у кутију за сваког члана домаћинства Хачинсон: Била, Теси и свако од њихово троје деце. Свако од њих петоро извлачи листић, а Теси добија онај означен. Мештани подижу сакупљено камење и почињу да га бацају на Теси, док она вришти о неправди лутрије.

## Теме

### Невина жртва и менталитет масе
Једна од главних идеја „Лутрије” је она о жртвеном јарцу. Чин каменовања некога до смрти сваке године чисти заједницу од лошег и омогућава јој добро. То се наговештава у референцама на пољопривреду.
Прича такође говори о психологији масе и идеји да људи могу да одбаце разум и да се понашају окрутно ако су део велике групе људи који се понашају на исти начин. Идилично окружење приче такође показује да се насиље и зло могу одиграти било где и у било ком контексту. Ово такође показује како се људи могу тако лако окренути једни против других. Када и где је радња смештена, никада није откривено, остављајући неке да причу сматрају научном фантастиком.

### Слепо поштовање традиције
Поред менталитета масе, ауторка илуструје друштво које без разлога следи традицију, постављајући тему да људи не треба слепо да следе традицију која је изгубила свој изворни смисао. Иронија, симболи и језик приповетке доприносе таквом тумачењу. Ова порука доминира причом, од почетног пријатног описа заједнице до изненадног завршетка каменовањем. Већ у првом пасусу ауторка описује окружење као „ведро и сунчано, топло и свеже као прави летњи дан”. Позивајући се на топао и опуштен амбијент, ауторка успоставља позитиван призвук за почетак приче. Убрзо потом, она поткрепљује овај тон описујући како се деца невино играју, описујући како се „Боби Мартин ишчупао из мајчиног загрљаја и отрчао, смејући се, назад, до хрпе камења”. Боби се, због своје наивности, невино смеје камењу које ће ускоро бити коришћено као оружје убиства.
Џексонова се окреће мештанима, који су у потпуности посвећени лутрији. Она то јасно истиче када Теси протестује: „Ниси му дао довољно времена да изабере листић који је желео. Видела сам те. Није било поштено!”. Теси не протестује због саме лутрије, већ само због мешања током извлачења. Она понавља, у последњој реченици у причи, „Није поштено, није у реду”. Чак и након што је изабрана за каменовање, Теси остаје лојална пракси лутрије, слепа за њену окрутност чак и до своје смрти.
Џексонова даље илуструје заслепљеност грађана, показујући да су заборавили значење традиције. Описујући црну кутију из које се извлаче листићи, ауторка пише „садашња кутија је направљена од неких делова кутије која јој је претходила”. Док су физичке карактеристике лутрије, попут кутије и листића, временом модернизоване, само је морална импликација убиства непромењена кроз историју традиције. Прича чак тврди да је „зато што је велики део ритуала био заборављен или одбачен, господин Самерс је успео да листићима папира замени комаде дрвета који су коришћени генерацијама”. Конкретно, господин Суммерс схвата да је велики део традиције заборављен од настанка заједнице, и активно је модернизује. Међутим, ово друштво то не примећује због статуса „традиције”, без обзира на њено право значење. Кроз „Лутрију”, Џексонова има за циљ да, употребом ироније, симбола и избором језика, успостави тему која наглашава опасност бесмисленог праћења традиције. Прича говори о онима који слепо следе традицију без обзира на последице.